# 上田信 (歴史学者)
上田 信（うえだ まこと、1957年9月28日- ）は、日本の歴史学者、立教大学文学部特別専任教授。専門は中国史・アジア社会論。東京都出身。
中国史の領域では、主に明清時代（西暦14～19世紀）を研究、アジア社会論の領域では、ワールドミュージックなどの視点からアジアをどのように見るべきか、などの論議を展開している。

## 略歴
東京都に生まれる。1980年 東京大学文学部東洋史学科を卒業。1982年 同大学大学院人文科学研究科東洋史学専攻修士課程修了、東京大学東洋文化研究所助手（-1987年）。1983 - 85年 中国・南京大学に留学。1989年立教大学文学部史学科専任講師。1990年助教授。1997年教授。2023年に定年を迎えた後、再雇用で特別専任教授。

## 人物
- 一般に「七三一部隊細菌戦被害国家賠償請求訴訟」と呼ばれる10年間にも渡った裁判は、2007年5月9日に終わり、訴訟は原告側の敗訴で幕を閉じた。この裁判において、上田教授は被害を受けた地域の社会(主に中国浙江省義烏市崇山村)を入念に現地調査し、原告側の証人として鑑定書を作成し、2000年11月15日には東京地方裁判所において証言を行い、細菌兵器使用・細菌人体実験といった日本軍の戦争犯罪が中国の現地社会、特に浙江省義烏市崇山村などに与えた悪影響を強く訴えたという。
- NHK高校講座の世界史講座のゲスト講師の1人[注釈２][注釈３][注釈４][注釈５]であり、主に中国史とモンゴル史を担当。
- 同姓同名の著名な人物にイラストレーターの上田信がいる。
- 専門は中国史(明・清代)だが、ユーラシア大陸全体の歴史への造詣も大変深い。研究範囲も中国史にとどまらず、ヨーロッパからアジア（東南アジア含む）まで多岐に渡る。
- 「モノ・ヒト・イミ」という3つの位相に基づき、調査・研究を行うことをモットーとしている。

## 著作

### 単著
- 『伝統中国――〈盆地〉〈宗族〉にみる明清時代』（講談社選書メチエ　1995.01）
- 『森と緑の中国史――エコロジカル・ヒストリーの試み』（岩波書店　1999.04）
- 『トラが語る中国史――エコロジカル・ヒストリーの可能性』（山川出版社　2002.07）
- 『中国の歴史（9）海と帝国――明清時代』（講談社　2005.08）、新版・講談社学術文庫　2021.03
- 『東ユーラシアの生態環境史』（山川出版社［世界史リブレット］ 2006.04）
- 『風水という名の環境学 気の流れる大地』（農山漁村文化協会 図説・中国文化百華 2007.06）
- 『ペストと村 七三一部隊の細菌戦と被害者のトラウマ』（風響社あじあ選書 2009.10）
- 『大河失調 直面する環境リスク』（叢書・中国的問題群 岩波書店 2009.08）
- 『シナ海域蜃気楼王国の興亡』（講談社 2013.09）
- 『貨幣の条件　タカラガイの文明史』（筑摩書房 2016.02）
- 『歴史を歴史家から取り戻せ！－史的な思考法－』（清水書院　2018.08）
- 『死体は誰のものか　比較文化史の視点から』（ちくま新書　2019.05）
- 『人口の中国史　先史時代から一九世紀まで』（岩波新書　2020.08）
- 『戦国日本を見た中国人―海の物語『日本一鑑』を読む』(講談社選書メチエ　2023.07)

### 共編著
- （木村靖二）『地域の世界史(10) 人と人の地域史』（山川出版社　1997.12）

### 訳書
- 陳盛韶『問俗録　福建・台湾の民俗と社会』（小島晋治・栗原純共訳、平凡社東洋文庫、1988）
- ロイド・イーストマン『中国の社会』（平凡社、1994）

## 出演
- NHK 高校講座 世界史
- 中国王朝 英雄たちの伝説「権力者の素顔 残虐な農民皇帝・洪武帝」